# VIPoma
Il VIPoma (o sindrome di Verner-Morrison) è una rara neoplasia endocrina del pancreas a carico delle cellule D1, secernenti peptide intestinale vasoattivo (VIP). Può essere associata alla MEN 1.

## Presentazione clinica
Tale tumore provoca una sindrome caratteristica nota come "Sindrome WDHA" (Tale acronimo sta per: Watery Diarrhea Hypokaliemia Achlorydria ovvero diarrea acquosa, ipokaliemia, acloridria), secondari all'aumento delle concentrazioni di VIP.

## Diagnosi
Bisogna sospettare un VIPoma in tutti i pazienti con diarrea secretoria non addebitabile ad altra condizione patologica.

## Prognosi
Alcuni di questi tumori sono invasivi a livello locale e possono metastatizzare.